# Huancavelica
Huancavelica è una città del Perù centrale, capoluogo della regione e della provincia omonime.
È una delle città più povere del Perù. Sorge a circa 3600 m s.l.m. ed è al centro di una regione montuosa con un'economia agricola ed attività estrattive. Fu fondata nel 1571.

## Storia

### Epoca precolombiana: i primi abitanti
La regione dove si trova l'odierna Huancavelica fu popolata già 12.000 anni prima di Cristo, nel tardo pleistocene e all'inizio dell'olocene. Verso il 4.000 a.C. la popolazione incominciò a crescere, si formarono degli accampamenti o si rifugiavano in caverne, alcune delle quali scavate dall'uomo e poi coperte con foglie e paglia. Tra il 1200 e il 100 a. C., si sviluppa la cultura Chavín. A 15 km dalla città si trova il sito "Atalalla", che fu la zona agroalimentare più grande dell'epoca.

### La colonia spagnola: le miniere di Santa Barbara

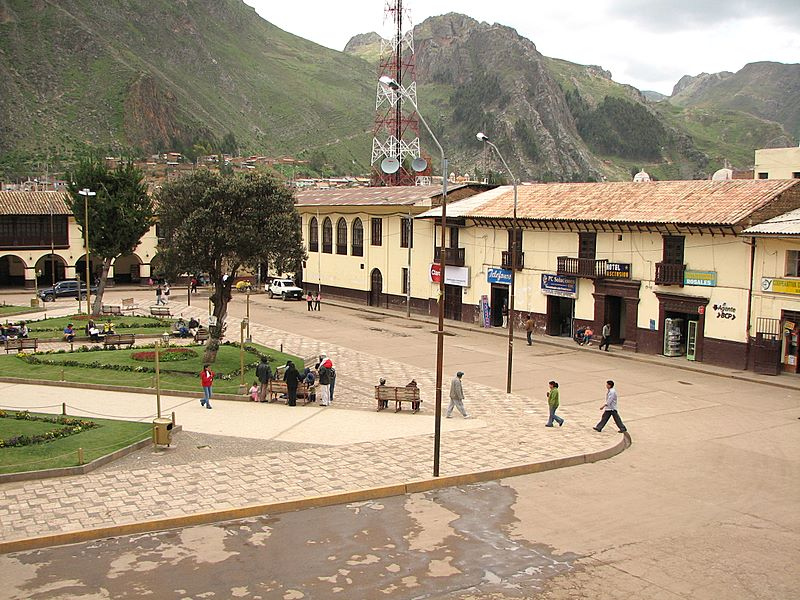
Plaza de Armas di Huancavelica.

Poco dopo l'istituzione del vicereame del Perù, nel 1559 Enrique Garcés scoprì giacimenti di mercurio a Huancavelica. Tuttavia, i depositi di cinabro (dal quale si estrae il mercurio) erano già stati sfruttati molto tempo prima della conquista spagnola per la produzione di pigmento; quindi in realtà gli spagnoli seppero del giacimento del monte Chacllacatana dalle popolazioni locali.
Don Amador Cabrera, commendatore di Acoria e Huando, ebbe notizia dei depositi di mercurio di Huancavelica verso il 1563.  Varie versioni confermano che furono i nativi a recare la notizia, sebbene alcuni resoconti attribuiscano a Gonzalo de Ñahuincopa il primo ragguaglio sulle miniere. Dopo una verifica, Cabrera registrò la miniera con il nome de La Descubridora il 1º gennaio 1564 davanti a don López de Barrientos, sindaco ordinario di Huamanga, nella cui giurisdizione si trovava la miniera. Successivamente, il corregidor Diego Pachecho, direttore maggiore delle miniere, concesse i diritti di proprietà a Cabrera, che ottenne i permessi per l'estrazione del minerale, necessario per l'amalgama di oro e argento. Per la grande importanza di questa regione mineraria, il viceré Francisco de Toledo nel 1573 espropriò le miniere di Cabrera a favore della corona e fondò l'Estanco del Azogue. In seguito, la miniera La Descubridora fu ribattezzata Todos los Santos e nel secolo XVIII prese il nome di miniera Santa Barbara.
Santa Barbara era l'unica miniera importante di mercurio in tutto il continente americano fino alla scoperta delle miniere della California a metà del XIX secolo. Il mercurio era indispensabile per la raffinazione di oro e argento, che erano alla base dell'economia delle colonie spagnole in America nel XVI e XVII secolo. In particolare, questa miniera copriva la domanda delle miniere di argento di Potosí e Oruro, nell'attuale Bolivia, di San Luis de Potosí, in Messico, di Cerro de Pasco e altre. Tuttavia, lo splendore decadde verso il XVIII secolo, quando si verificarono crolli e sospensioni della produzione per le difficili condizioni lavorative.

### La fondazione della città

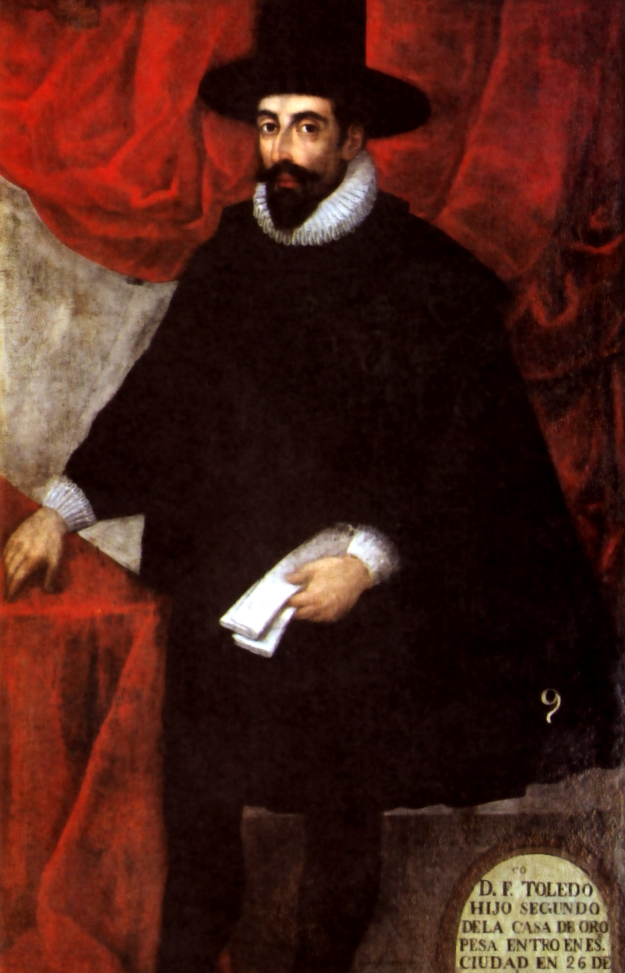
Francisco Álvarez de Toledo, viceré del Perù, ordinò la fondazione di Villa Rica de Oropesa, l'attuale Huancavelica

Dopo la scoperta delle miniere di Santa Barbara, sul monte Wanka Willca, la popolazione della valle di Secclla ebbe una crescita rapida, per questa ragione il viceré Francisco Álvarez de Toledo diede incarico a Francisco de Angulo di fondare Villa Rica de Oropesa, primo nome della città di Huancavelica.
La fondazione di Huancavelica (4 agosto 1571) fu tardiva rispetto ad altre città fondate dagli spagnoli, anche perché nella zona già erano presenti alcuni spagnoli che lavoravano nelle miniere e abitavano in costruzioni rustiche.
Dieci anni dopo, il corregidor di Huamanga, che amministrava anche la città di Huancavelica, era costretto ad occuparsi di entrambe le città, così che il 30 marzo 1581 il viceré concesse a Huancavelica il titolo di villa, in modo che potesse godere di giurisdizione esente, di mero e misto imperio, per un territorio fino a sei leghe dalla città, con facoltà di eleggere le autorità municipali. In questo periodo sorsero nella città, che contava 170 abitazioni, la prima chiesa e un ospedale.

### Repubblica
Nel periodo della guerra di indipendenza, il sergente maggiore Marino Castaño, fu la guida degli indipendentisti dal 1814 al 1824 e sostenne Mateo Pumacahua.
Uno degli accadimenti più importanti per la città fu l'inaugurazione della ferrovia per Huancayo, il 24 ottobre 1926. La costruzione si era iniziata nel 1908 con il tratto Huancayo - Izcuchaca, poi prolungato fino a Ayacucho; dopo aver raggiunto Huancavelica, la ferrovia fu completata fino a Pisco. La ferrovia è soprannominata el tren macho.
Il 18 dicembre 1944 Huancavelica fu eretta in sede vescovile.
Il 20 giugno 1990 fu fondata l'Universidad Nacional de Huancavelica.

## Gastronomia
Tra le preparazioni più tipiche di Huancavelica sono annoverati la pachamanca e il mondongo, una zuppa a base di trippa.